# PIC18
PIC18 je rodina mikrokontrolerů firmy Microchip Technology Inc.. Společné vlastnosti jsou:
- 8bitová architektura
- bitové, bajtové, řídící a literálové instrukce
- FLASH paměť
- integrovaná RAM a EEPROM datová paměť
- max. pracovní frekvence začíná 32 MHz, končí do 64 MHz, v drtivé většině 40 MHz
- pracovní teplota začíná na -40 °C, končí okolo 100 °C

## Seznam mikrokontrolerů rodiny PIC18
Následuje seznam všech vyráběných verzí mikrokontroléru této rodiny firmou Microchip. K většině verzí existují i alternativy, které mají v názvu místo "F" znak "L", jenž signalizuje úspornější verzi čipu (snese nižší napájecí napětí).
| - PIC18F1220 - PIC18F1230 - PIC18F1320 - PIC18F1330 - PIC18F13K22 - PIC18F13K50 - PIC18F14K22 - PIC18F14K50 - PIC18F2220 - PIC18F2221 - PIC18F2320 - PIC18F2321 - PIC18F2331 - PIC18F23K20 - PIC18F23K22 - PIC18F2410 - PIC18F2420 - PIC18F2423 - PIC18F2431 - PIC18F2450 - PIC18F2455 - PIC18F2458 - PIC18F2480 - PIC18F24J10 - PIC18F24J11 - PIC18F24J50 - PIC18F24K20 - PIC18F24K22 - PIC18F2510 - PIC18F2515 - PIC18F2520 - PIC18F2523 - PIC18F2525 - PIC18F2550 | - PIC18F2553 - PIC18F2580 - PIC18F2585 - PIC18F25J10 - PIC18F25J11 - PIC18F25J50 - PIC18F25K20 - PIC18F25K22 - PIC18F25K80 - PIC18F2610 - PIC18F2620 - PIC18F2680 - PIC18F2682 - PIC18F2685 - PIC18F26J11 - PIC18F26J13 - PIC18F26J50 - PIC18F26J53 - PIC18F26K20 - PIC18F26K22 - PIC18F26K80 - PIC18F27J13 - PIC18F27J53 - PIC18F4220 - PIC18F4221 - PIC18F4320 - PIC18F4321 - PIC18F4331 - PIC18F43K20 - PIC18F43K22 - PIC18F4410 - PIC18F4420 - PIC18F4423 - PIC18F4431 | - PIC18F4450 - PIC18F4455 - PIC18F4458 - PIC18F4480 - PIC18F44J10 - PIC18F44J11 - PIC18F44J50 - PIC18F44K20 - PIC18F44K22 - PIC18F4510 - PIC18F4515 - PIC18F4520 - PIC18F4523 - PIC18F4525 - PIC18F4550 - PIC18F4553 - PIC18F4580 - PIC18F4585 - PIC18F45J10 - PIC18F45J11 - PIC18F45J50 - PIC18F45K20 - PIC18F45K22 - PIC18F45K80 - PIC18F4610 - PIC18F4620 - PIC18F4680 - PIC18F4682 - PIC18F4685 - PIC18F46J11 - PIC18F46J13 - PIC18F46J50 - PIC18F46J53 - PIC18F46K20 | - PIC18F46K22 - PIC18F46K80 - PIC18F47J13 - PIC18F47J53 - PIC18F6310 - PIC18F6390 - PIC18F6393 - PIC18F63J11 - PIC18F63J90 - PIC18F6410 - PIC18F6490 - PIC18F6493 - PIC18F64J11 - PIC18F64J90 - PIC18F6520 - PIC18F6527 - PIC18F65J10 - PIC18F65J11 - PIC18F65J15 - PIC18F65J50 - PIC18F65J90 - PIC18F65K22 - PIC18F65K80 - PIC18F65K90 - PIC18F6622 - PIC18F6627 - PIC18F6628 - PIC18F66J10 - PIC18F66J11 - PIC18F66J15 - PIC18F66J16 - PIC18F66J50 - PIC18F66J55 - PIC18F66J60 | - PIC18F66J65 - PIC18F66J90 - PIC18F66J93 - PIC18F66K22 - PIC18F66K80 - PIC18F66K90 - PIC18F6722 - PIC18F6723 - PIC18F67J10 - PIC18F67J11 - PIC18F67J50 - PIC18F67J60 - PIC18F67J90 - PIC18F67J93 - PIC18F67K22 - PIC18F67K90 - PIC18F8310 - PIC18F8390 - PIC18F8393 - PIC18F83J11 - PIC18F83J90 - PIC18F8410 - PIC18F8490 - PIC18F8493 - PIC18F84J11 - PIC18F84J90 - PIC18F8520 - PIC18F8527 - PIC18F85J10 - PIC18F85J11 - PIC18F85J15 - PIC18F85J50 - PIC18F85J90 - PIC18F85K22 | - PIC18F85K90 - PIC18F8622 - PIC18F8627 - PIC18F8628 - PIC18F86J10 - PIC18F86J11 - PIC18F86J15 - PIC18F86J16 - PIC18F86J50 - PIC18F86J55 - PIC18F86J60 - PIC18F86J65 - NOPIC18F86J72 - PIC18F86J90 - PIC18F86J93 - PIC18F86K22 - PIC18F86K22 - PIC18F86K90 - PIC18F8722 - PIC18F8723 - PIC18F87J10 - PIC18F87J11 - PIC18F87J50 - PIC18F87J60 - NOPIC18F87J72 - PIC18F87J90 - PIC18F87J93 - PIC18F87K22 - PIC18F87K90 - PIC18F96J60 - PIC18F96J65 - PIC18F97J60 |